# Camponotus tilhoi
Camponotus tilhoi är en myrart som beskrevs av Santschi 1926. Camponotus tilhoi ingår i släktet hästmyror, och familjen myror. Inga underarter finns listade.